# مورگان براون (بازیکن فوتبال انگلیسی)
مورگان براون (انگلیسی: Morgan Brown؛ زادهٔ ۲۹ نوامبر ۱۹۹۹) بازیکن فوتبال است.